# Антоніо Яколиш
Антоніо Яколиш (хорв. Antonio Jakoliš, нар. 28 лютого 1992, Вараждин) — хорватський футболіст, нападник клубу «Стяуа».

## Клубна кар'єра
У дорослому футболі дебютував 2009 року виступами за команду клубу «Шибеник», в якій провів два сезони, взявши участь у 55 матчах чемпіонату. Більшість часу, проведеного у складі «Шибеника», молодий футболіст був основним гравцем атакувальної ланки команди.
На початку 2012 року підписав контракт з дніпропетровським «Дніпром», але відразу був відданий в оренду криворізькому «Кривбасу» на один рік. У складі української команди дебютував 16 березня 2012 року, провівши на полі один тайм матчу чемпіонату проти луганської «Зорі».
Проте заграти в Україні Антоніо не зумів, зігравши за цілий рік лише 6 матчів за основну команду і на початку 2013 року повернувся на батьківщину, підписавши контракт на 3,5 роки з Хайдуком», проте і тут гравець заграти не зумів..
У червні 2013 року його контракт з «Хайдуком» було розірвано і він на правах вільного агента підписав контракт з бельгійським клубом «Мускрон-Перювельз», що виступав у другому за рівнем дивізіоні країни.

## Виступи за збірні
2010 року дебютував у складі юнацької збірної Хорватії, взяв участь у 8 іграх на юнацькому рівні, відзначившись одним забитим голом.
З 2011 року залучався до складу молодіжної збірної Хорватії.

## Титули
- Володар Кубка Хорватії (1):

Хайдук (Спліт): 2013
- Володар Кубка Румунії (1):

ЧФР (Клуж-Напока): 2016
- Володар Суперкубка Кіпру (2):

«Аполлон»: 2017
АПОЕЛ: 2019
- Чемпіон Кіпру (1):

АПОЕЛ: 2018-19